# روبين هرنانديز سانشيز
روبين هرنانديز سانشيز (بالإسبانية: Rubén Hernández Sánchez)‏ (10 يوليو 1968 في المكسيك - ) هو لاعب كرة قدم مكسيكي في مركز الهجوم.

## مسيرته الكروية
لعب روبين هرنانديز سانشيز خلال مسيرته الاحترافية مع نادِ واحدٍ في موسمين ولم يسجل خلالها أي هدف ضمن 38 مباراة. ولم يفز بأي موسم بالكأس أو بالدوري.
خاض روبين هرنانديز سانشيز مسيرته مع نادي غوادالاخارا في موسم 1988–89 ولمدة موسمين، مشاركًا في 38 مباراة ولم يسجل أي هدف.

## وصلات خارجية
- روبين هرنانديز سانشيز على موقع ناشيونال فوتبول تيمز (الإنجليزية)